# Rhadinopsylla jaonis
Rhadinopsylla jaonis är en loppart som beskrevs av Jordan 1929. Rhadinopsylla jaonis ingår i släktet Rhadinopsylla och familjen mullvadsloppor. Inga underarter finns listade i Catalogue of Life.